# Comuna Tereșkivka, raionul Sumî, regiunea Sumî
Tereșkivka (în ucraineană Терешківка) este o comună în raionul Sumî, regiunea Sumî, Ucraina, formată din satele Buțîkove și Tereșkivka (reședința).

## Demografie
Componența lingvistică a comunei Tereșkivka
     Ucraineană (96,1%)
     Rusă (3,62%)
     Alte limbi (0,19%)
Conform recensământului din 2001, majoritatea populației comunei Tereșkivka era vorbitoare de ucraineană (96,1%), existând în minoritate și vorbitori de rusă (3,62%).